# I liga 2008/09
Het seizoen 2008/09 van de I liga was het 61ste seizoen van de tweede hoogste Poolse voetbalcompetitie. Tot het seizoen ervoor heette de competitie II liga en was de I liga de hoogste klasse. Door de invoering an de Ekstraklasa werd de I liga nu de tweede divisie. Het seizoen begon op 26 juli 2008 en eindigde op 5 juni 2009. Widzew Łódź werd kampioen.

## Eindstand
| Plaats | Club                       | Wed. | W  | G  | V  | Saldo  | Ptn. |
| ------ | -------------------------- | ---- | -- | -- | -- | ------ | ---- |
| 1.     | Widzew Łódź (1)            | 34   | 21 | 9  | 4  | 55:23  | 72   |
| 2.     | Zagłębie Lubin             | 34   | 21 | 6  | 7  | 68:33  | 69   |
| 3.     | Korona Kielce              | 34   | 18 | 7  | 9  | 51:37  | 61   |
| 4.     | Podbeskidzie Bielsko-Biała | 34   | 17 | 8  | 9  | 60:29  | 59   |
| 5.     | Górnik Łęczna              | 34   | 16 | 9  | 9  | 45:36  | 57   |
| 6.     | Znicz Pruszków             | 34   | 16 | 7  | 11 | 42:29  | 55   |
| 7.     | Flota Świnoujście          | 34   | 16 | 5  | 13 | 43:37  | 53   |
| 8.     | Dolcan Ząbki               | 34   | 14 | 7  | 13 | 35:31  | 49   |
| 9.     | Wisła Płock                | 34   | 13 | 8  | 13 | 45:43  | 47   |
| 10.    | Warta Poznań               | 34   | 13 | 7  | 14 | 44:44  | 46   |
| 11.    | GKS Katowice               | 34   | 11 | 11 | 12 | 37:42  | 44   |
| 12.    | Stal Stalowa Wola          | 34   | 11 | 10 | 13 | 33: 34 | 43   |
| 13.    | GKS Jastrzębie             | 34   | 11 | 8  | 15 | 37:48  | 41   |
| 14.    | GKP Gorzów Wielkopolski    | 34   | 9  | 9  | 16 | 39:54  | 36   |
| 15.    | Motor Lublin               | 34   | 6  | 14 | 14 | 21:36  | 32   |
| 16.    | Tur Turek                  | 34   | 6  | 12 | 16 | 29:56  | 30   |
| 17.    | Odra Opole                 | 34   | 6  | 7  | 21 | 22:51  | 25   |
| 18.    | Kmita Zabierzów (2)        | 34   | 3  | 12 | 19 | 11:57  | 21   |

 (1) Widzew Łódź moest door een corruptieschandaal normaliter degraderen. Er werd beslist om de club niet te laten promoveren, maar omdat ze kampioen geworden waren opnieuw in de tweede klasse aan te laten treden, met zes strafpunten. 

 (2) Kmita Zabierzów trok zich in februari 2009 terug wegens financiële problemen
|  | Kampioen                          |
|  | Promotie naar Ekstraklasa 2009/10 |
|  | Play-offs voor promotie           |
|  | Degradatie play-off               |
|  | Degradatie                        |

## Degradatie play-off
| Team #1             | Tot.  | Team #2                 | 1ste wed | 2de wed |
| ------------------- | ----- | ----------------------- | -------- | ------- |
| Gawin/Ślęza Wrocław | 0 - 6 | GKP Gorzów Wielkopolski | 0 - 5    | 0 - 1   |
| Start Otwock        | 1 - 2 | GKS Jastrzębie          | 1 - 1    | 0 - 1   |